# (7541) Nieuwenhuis
(7541) Nieuwenhuis es un asteroide perteneciente al cinturón de asteroides, región del sistema solar que se encuentra entre las órbitas de Marte y Júpiter, descubierto el 16 de octubre de 1977 por Cornelis Johannes van Houten en conjunto a su esposa también astrónoma Ingrid van Houten-Groeneveld y el astrónomo Tom Gehrels desde el Observatorio del Monte Palomar, Estados Unidos.

## Designación y nombre
Designado provisionalmente como 4019 T-3. Fue nombrado en honor a Henk Nieuwenhuis (nacido en 1938), curador del Planetario de Eisinga en Franeker, Países Bajos. Desde la década de 1960 ha sido un entusiasta organizador de exposiciones, reuniones y conferencias para astrónomos aficionados y el público en general. También tiene un gran interés en la investigación espacial y en la observación de planetas en el observatorio que construyó.

## Características orbitales
Nieuwenhuis está situado a una distancia media del Sol de 2,685 ua, pudiendo alejarse hasta 2,990 ua y acercarse hasta 2,381 ua. Su excentricidad es 0,113 y la inclinación orbital 4,855 grados. Emplea 1607,14 días en completar una órbita alrededor del Sol.

## Características físicas
La magnitud absoluta de Nieuwenhuis es 14,53. Tiene 5,859 km de diámetro y su albedo se estima en 0,129. 